# Josh Tymon
Josh Tymon (nome completo: Joshua Lewis Tymon; Kingston upon Hull, 22 maggio 1999) è un calciatore inglese, difensore dello Swansea City.

## Caratteristiche tecniche
È un terzino sinistro.

## Carriera

### Club
Cresciuto nelle giovanili dell'Hull City, ha esordito il 30 gennaio 2016 in un match di FA Cup vinto 3-1 contro il Bury.
Nel 2017 viene ceduto allo Stoke City.

### Nazionale
Ha giocato nelle nazionali giovanili inglesi Under-17, Under-18, Under-19 ed Under-20.

## Statistiche

### Presenze e reti nei club
Statistiche aggiornate al 9 agosto 2019.
| Stagione            | Squadra           | Campionato        | Campionato | Campionato | Coppe nazionali | Coppe nazionali | Coppe nazionali | Coppe continentali | Coppe continentali | Coppe continentali | Altre coppe | Altre coppe | Altre coppe | Totale | Totale |
| Stagione            | Squadra           | Comp              | Pres       | Reti       | Comp            | Pres            | Reti            | Comp               | Pres               | Reti               | Comp        | Pres        | Reti        | Pres   | Reti   |
| ------------------- | ----------------- | ----------------- | ---------- | ---------- | --------------- | --------------- | --------------- | ------------------ | ------------------ | ------------------ | ----------- | ----------- | ----------- | ------ | ------ |
| 2015-2016           | Hull City         | FLC               | 0          | 0          | FACup+CdL       | 2+0             | 0               |                    | -                  | -                  |             | -           | -           | 2      | 0      |
| 2016-2017           | Hull City         | PL                | 5          | 0          | FACup+CdL       | 2+5             | 1+0             |                    | -                  | -                  |             | -           | -           | 12     | 1      |
| Totale Hull City    | Totale Hull City  | Totale Hull City  | 5          | 0          |                 | 9               | 1               |                    | -                  | -                  |             | -           | -           | 14     | 1      |
| lug. 2017-gen. 2018 | Stoke City        | PL                | 3          | 0          | FACup+CdL       | 0+2             | 0               |                    | -                  | -                  |             | -           | -           | 5      | 0      |
| gen.-giu. 2018      | MK Dons           | FLO               | 9          | 0          | -               | -               | -               |                    | -                  | -                  |             | -           | -           | 9      | 0      |
| 2018-2019           | Stoke City        | FLC               | 1          | 0          | FACup+CdL       | 1+0             | 0               |                    | -                  | -                  |             | -           | -           | 2      | 0      |
| Totale Stoke City   | Totale Stoke City | Totale Stoke City | 4          | 0          |                 | 3               | 0               |                    | -                  | -                  |             | -           | -           | 7      | 0      |
| Totale carriera     | Totale carriera   | Totale carriera   | 18         | 0          |                 | 12              | 1               |                    | -                  | -                  |             | -           | -           | 30     | 1      |